# ChemSpider
ChemsSpider es una base de datos libre de química, propiedad de la Royal Society of Chemistry.

## Base de datos
La base de datos contiene más de 26 millones de moléculas únicas de más de 400 fuentes de datos incluyendo las mencionados a continuación:
- A-L: EPA DSSTox, U.S. Food and Drug Administration (FDA), Human Metabolome Database, Journal of Heterocyclic Chemistry, KEGG, KUMGM, LeadScope, LipidMAPS
- M-N: Marinlit, MDPI, MICAD, MLSMR, MMDB, MOLI, MTDP, Nanogen, Nature Chemical Biology, NCGC, NIAID, NIH/NLM, NINDS Approved Drug Screening Program, NIST, NIST Chemistry WebBook, NMMLSC, NMRShiftDB
- P-S: PANACHE, PCMD, PDSP, Peptides, Prous Science Drugs of the Future, QSAR, R&D Chemicals, San Diego Center for Chemical Genomics, SGCOxCompounds, SGCStoCompounds, SMID, Specs, Structural Genomics Consortium, SureChem, Synthon-Lab
- T-Z: Thomson Pharma, Total TOSLab Building-Blocks, UM-BBD, UPCMLD, UsefulChem, Web of Science, xPharm, ZINC

## Crowdsourcing
La base de datos de ChemSpider puede ser actualizada con contribuciones de usuarios incluyendo deposiciones de estructuras químicas, deposiciones de espectros y preservaciones. Este es un método de crowdsourcing para desarrollar una base de datos químico en línea. Preservaciones de los datos basadas en crowdsourcing ha producido un diccionario de nombres químicos asociados con estructuras químicas que ha sido utilizado en aplicaciones que "minan" los textos de la literatura biomédica y química.